# Distrikt Miracosta
Der Distrikt Miracosta liegt in der Provinz Chota in der Region Cajamarca im Norden Perus. Der Distrikt wurde am 21. September 1943 gegründet. Er besitzt eine Fläche von 421 km². Beim Zensus 2017 wurden 3359 Einwohner gezählt. Im Jahr 1993 lag die Einwohnerzahl bei 3611, im Jahr 2007 bei 3717. Sitz der Distriktverwaltung ist die 2973 m hoch gelegene Ortschaft Miracosta mit 205 Einwohnern (Stand 2017). Miracosta befindet sich 72 km westnordwestlich der Provinzhauptstadt Chota.

## Geographische Lage
Der Distrikt Miracosta befindet sich in der peruanischen Westkordillere im äußersten Nordwesten der Provinz Chota. Er umfasst das obere Einzugsgebiet des Río Sangana, linker Quellfluss des Río La Leche. Nach Süden verläuft ein schmaler Korridor bis zum Flusstal des Río Camellon. Im Osten des Distrikts erhebt sich der 4118 m hohe Cerro Mishahuanga, im Norden der 4100 m hohe Cerro Choicopico.
Der Distrikt Miracosta grenzt im Südwesten an den Distrikt Chongoyape (Provinz Chiclayo), im Westen an den Distrikt Tocmoche, im Nordwesten an den Distrikt Incahuasi (Provinz Ferreñafe), im Nordosten an die Distrikte Querocotillo (Provinz Cutervo) und Distrikt Querocoto, im Osten an den Distrikt San Juan de Licupis sowie im äußersten Süden an den Distrikt Llama.

## Ortschaften
Neben dem Hauptort gibt es folgende größere Ortschaften im Distrikt:
- Anguyacu
- Hacienda Sangana
- Puquiopampa
- San Juan de Unican